# Schrägaufzug Lingnerschloß
| Schrägaufzug Lingnerschloß         | Schrägaufzug Lingnerschloß |
| ---------------------------------- | -------------------------- |
| Ehemalige Trasse des Schrägaufzugs |                            |
| Streckenlänge:                     | 0,09 km                    |
| Spurweite:                         | 1050 mm                    |
| Maximale Neigung:                  | 577 ‰                      |
|                                    |                            |

Der Schrägaufzug Lingnerschloß in Dresden war ein 1908 im Auftrag von Karl August Lingner vom ortsansässigen Unternehmen Kühnscherf & Söhne errichteter Schrägaufzug, der den Körnerweg ab Elbufer mit dem Lingnerschloss verband. Die Anlage diente ausschließlich der privaten Nutzung, war 90 Meter lang und überwand einen Höhenunterschied von 40 Metern (Talstation auf 125 Meter über NN, Bergstation auf 165 Meter über NN). Als Fahrbetriebsmittel diente eine 2,5 Tonnen schwere Kabine mit zwei Sitz- und sechs Stehplätzen. Diese fuhr auf einer aufgeständerten Schiene. Den Masseausgleich bewirkte ein 2275 Kilogramm schweres Gegengewicht, das unterhalb der Schiene geführt wurde und selbst eine Spurweite von nur 825 Millimetern aufwies. Die größte Neigung betrug 577 Promille. Bemerkenswert war, dass bei der Anlage erstmals die Steuerung von der Kabine aus möglich war.
Der Antrieb erfolgte durch einen Elektromotor mit 11,8 kW Leistung, die elektrische Spannung betrug 200 Volt. Im Falle eines Seilrisses bewirkte eine Keilfangvorrichtung, welche über eine geschwindigkeitsabhängige Bremse mittels einer Gall`schen Gelenkkette angetrieben wurde, einen Notstopp durch Festklemmung der Kabine am Fahrweg.
Der Schrägaufzug wurde nach dem Tod Karl August Lingners im Jahr 1916 nicht mehr benutzt, obwohl er, wie das Lingnerschloss, an die Stadt Dresden vererbt wurde. 1933 wurde das Gleis und die technische Ausrüstung entfernt, das Gebäude der Bergstation und die Trasse sind bis heute erhalten.

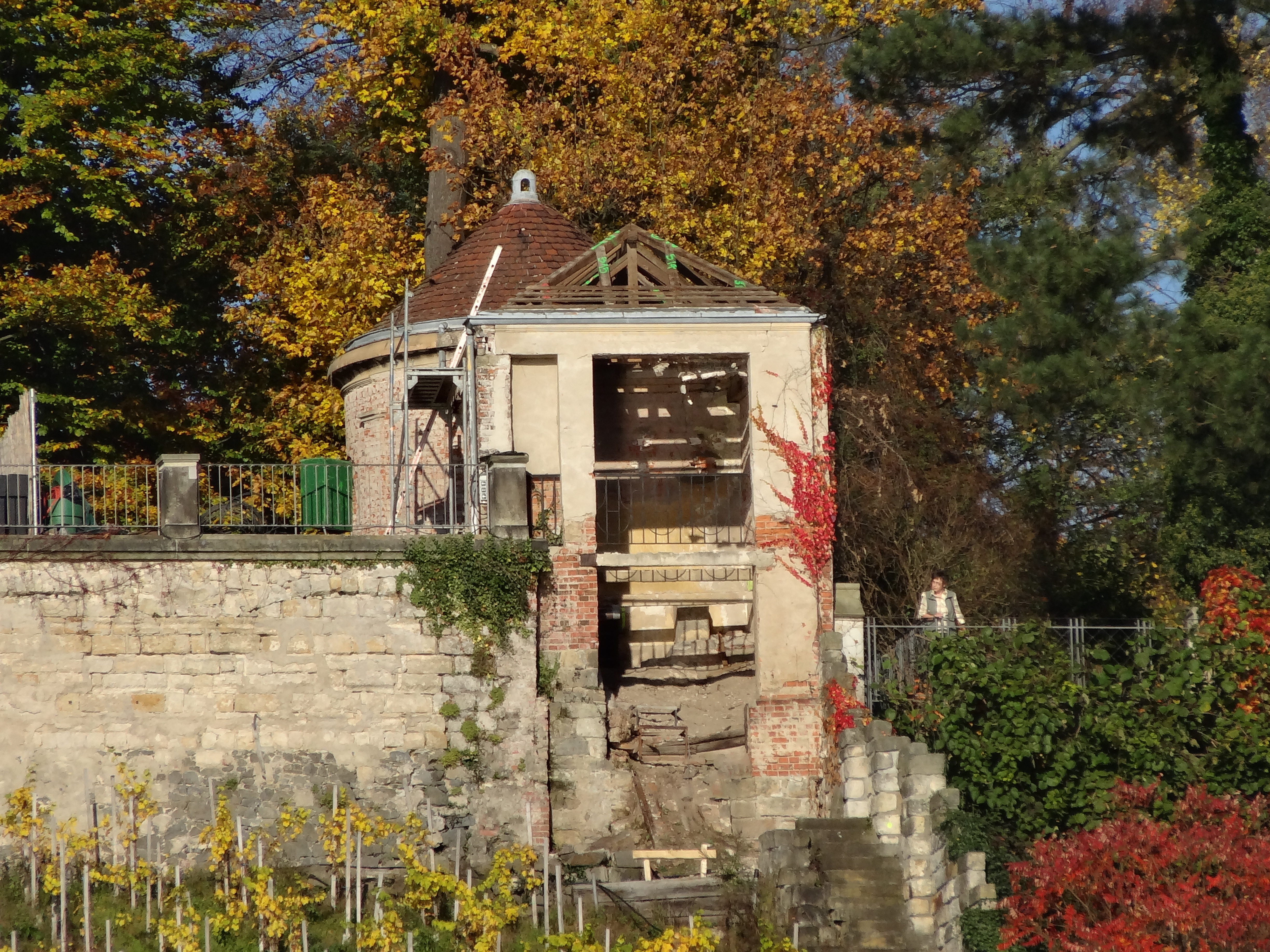
Detailansicht der Bergstation